# Simone Bianchi (calciatore)
Simone Bianchi (7 settembre 1971) è un ex calciatore sammarinese, di ruolo centrocampista.

## Carriera

### Club
Ha giocato per tutta la carriera, per 17 anni, dal 1992 al 2009, nella Folgore, squadra di San Marino, con la quale ha vinto 3 campionati: nel  1997,  1998 e  2000 e 2 supercoppe: nel 1997 e nel 2000. A livello individuale è stato insignito del Pallone di Cristallo, premio sportivo che viene assegnato al miglior giocatore sammarinese o tesserato come sammarinese del Campionato Dilettanti, nel 1998, alla prima edizione.

### Nazionale
Tra 1996 e 1997 ha giocato due gare con la Nazionale sammarinese, nelle qualificazioni al Mondiale 1998 in Francia: l'esordio è stato il 9 ottobre 1996, quando è entrato al 67' della sfida giocata in casa a Serravalle contro il Belgio e persa per 3-0, la seconda e ultima gara il 30 aprile 1997, sempre in casa a Serravalle, stavolta contro l'Olanda, anche in questo caso è subentrato nel secondo tempo, al 50' e ha perso, per 6-0.

## Statistiche

### Cronologia presenze e reti in nazionale
| Cronologia completa delle presenze e delle reti in nazionale ― San Marino | Cronologia completa delle presenze e delle reti in nazionale ― San Marino | Cronologia completa delle presenze e delle reti in nazionale ― San Marino | Cronologia completa delle presenze e delle reti in nazionale ― San Marino | Cronologia completa delle presenze e delle reti in nazionale ― San Marino | Cronologia completa delle presenze e delle reti in nazionale ― San Marino | Cronologia completa delle presenze e delle reti in nazionale ― San Marino | Cronologia completa delle presenze e delle reti in nazionale ― San Marino |
| Data                                                                      | Città                                                                     | In casa                                                                   | Risultato                                                                 | Ospiti                                                                    | Competizione                                                              | Reti                                                                      | Note                                                                      |
| ------------------------------------------------------------------------- | ------------------------------------------------------------------------- | ------------------------------------------------------------------------- | ------------------------------------------------------------------------- | ------------------------------------------------------------------------- | ------------------------------------------------------------------------- | ------------------------------------------------------------------------- | ------------------------------------------------------------------------- |
| 9-10-1996                                                                 | Serravalle                                                                | San Marino                                                                | 0 – 3                                                                     | Belgio                                                                    | Qual. Mondiali 1998                                                       | -                                                                         | 67’                                                                       |
| 30-4-1997                                                                 | Serravalle                                                                | San Marino                                                                | 0 – 6                                                                     | Paesi Bassi                                                               | Qual. Mondiali 1998                                                       | -                                                                         | 50’                                                                       |
| Totale                                                                    |                                                                           | Presenze                                                                  | 2                                                                         |                                                                           | Reti                                                                      | 0                                                                         |                                                                           |

## Palmarès

### Club

#### Competizioni nazionali
- Campionato sammarinese: 3

Folgore/Falciano: 1996-1997, 1997-1998, 1999-2000
- Supercoppa di San Marino: 2

Folgore/Falciano: 1997, 2000

### Individuale
- Pallone di Cristallo: 1

1998